# Magic 2 (album)
Pour les articles homonymes, voir Magic et Magic 2.
Albums de Nas
King's Disease III
(2022) Magic 3
(2023)
Magic 2 est le seizième album studio du rappeur américain Nas, sorti en 2023. L'album est intégralement produit par Hit-Boy et fait suite à Magic (2021).

## Historique
Le 18 juillet 2023, après avoir fait quelques annonces,, Nas révèle qu'un album intitulé Magic 2 va sortir prochainement. 50 Cent annonce peu après sur son compte Instagram qu'il sera présent sur le titre Office Hours.

## Liste des titres
Toutes les chansons sont écrites et composées par Nas et Hit-Boy, sauf exceptions notées.
| 1.    | Intro                                            |  | 0:39 |
| 2.    | Abracadabra                                      |  | 2:46 |
| 3.    | Office Hours (feat. 50 Cent)                     |  | 3:52 |
| 4.    | Black Magic                                      |  | 2:36 |
| 5.    | Motion                                           |  | 2:52 |
| 6.    | Bokeem Woodbine                                  |  | 3:00 |
| 7.    | Earvin Magic Johnson                             |  | 3:27 |
| 8.    | What This All Really Means                       |  | 3:00 |
| 9.    | Slow It Down                                     |  | 3:30 |
| 10.   | Pistols on Your Album Cover                      |  | 3:23 |
| 11.   | One Mic, One Gun (feat. 21 Savage) (titre bonus) |  | 2:49 |
| 31:54 |                                                  |  |      |

## Samples
Sources : WhoSampled
- Intro contient un sample de Hello, Dolly! Jean-Jacques Perrey.
- Black Magic contient un sample de Black Magic de Graveyard Production.
- Motion Bumpin' Bus Stop de Thunder & Lightning et de Ya Abo Elkolub d'Ehab Tawfik.
- Office Hours contient un sample de I Can Sing a Rainbow/Love Is Blue de The Dells.
- Pistols on Your Album Cover contient des samples de Hip-Hop vs. Rap de KRS-One et de Homenaje de Pablo Milanés.
- Earvin Magic Johnson contient un sample de Don't Make the Good Girls Go Bad de Della Humphrey.
- Slow It Down contient un sample de Don't Mess With Mister "T" de Marvin Gaye.
- Bokeem Woodbine contient un sample de Drum Pan Sound de Reggie Stepper.
- One Mic, One Gun contient un sample de Yeah, You're Right de The Gaturs feat. Willie Tee.
- Abracadabra contient un sample de Deontay Wilder BLASTS Radio Rahim in His FACE! de Radio Rahim et Deontay Wilder.